# Hakka (Sprache)

Geographische Verbreitung der chinesischen Sprachen

Das Hakka (chinesisch 客家語 / 客家语, Pinyin Kèjiāyǔ, Hakka Hak-kâ-ngî, kurz: 客語 / 客语,  Kèyǔ, ugsl. meist: 客家話 / 客家话,  Kèjiāhuà) ist eine der chinesischen Sprachen. Es wird vor allem von Angehörigen der Hakka (eine Untergruppe des Han-Volks) gesprochen. Weltweit gibt es über dreißig Millionen Sprecher in China, Südostasien und Taiwan. In Taiwan wird das Hakka als eine der staatlichen Sprachen betrachtet, aber in China wird Hakka oft als Dialekt bezeichnet.

## Status in Taiwan

Verbreitung der Hakka-Sprache in Taiwan nach dem Zensus von 2010

In Taiwan wurde die Hakka-Kultur und ‑Sprache lange marginalisiert und stieß auf wenig Beachtung. Dies änderte sich allmählich nach der Demokratisierung Anfang der 1990er. Am 14. Juni 2001 wurde in Taiwan das Hakka-Komitee des Exekutiv-Yuans (客家委員會) ins Leben gerufen. Der Rat hatte die Aufgabe, die Regierung in Hakka-Angelegenheiten zu beraten und sollte die Hakka-Kultur und ‑Sprache fördern. In den folgenden Jahren wurden an mehreren taiwanischen Universitäten Einrichtungen zur Erforschung der Hakka-Kultur und -Sprache gegründet, so 2003 an der Zentralen Nationaluniversität (NCU) in Taoyuan, 2004 an der Chiao-Tung-Nationaluniversität (NCTU) in Hsinchu und 2006 an der Vereinigten Nationaluniversität (NUU) in Miaoli. Alle drei Hochschulen lagen in Gebieten mit hohem Hakka-Bevölkerungsanteil.
Im Jahr 2012 wurde die Hakka-Kommission zum Rat für Hakka-Angelegenheiten umorganisiert. Nach Erhebungen des Rats lebten im Jahr 2016 in Taiwan 4,53 Millionen Hakka, entsprechend etwa 19,3 % der Bevölkerung. Schwerpunktmäßig leben diese in Taoyuan, Hsinchu (Stadt und Landkreis), Miaoli, Kaohsiung, Pingtung, Hualien und Taitung. In 69 Gemeinden (Stadtgemeinden, Landgemeinden und Stadtbezirken) machte der Hakka-Bevölkerungsanteil mehr als ein Drittel aus. Laut dem Gesetz für Hakka-Angelegenheiten (客家基本法) vom 27. Januar 2010 ist Hakka in diesen Gemeinden eine offizielle Amtssprache. Am 16. Juni 2017 brachte die taiwanische Regierung unter Präsidentin Tsai Ing-wen (die selbst aus einer Hakka-Familie stammt) einen Gesetzesentwurf ein, nach dem Hakka eine offizielle Nationalsprache Taiwans werden sollte. Am 29. Dezember 2017 verabschiedete der Legislativ-Yuan, das Parlament Taiwans, ein Zusatzgesetz, nach dem Gemeinden mit mindestens einem Drittel Hakka-Bevölkerung als „Entwicklungsgebiete für die Hakka-Kultur“ durch den Rat für Hakka-Angelegenheiten gelten sollten. Gemeinden mit mehr als 50 Prozent Hakka-Bevölkerung sollten Hakka zur bevorzugten Verwaltungs- und Kommunikationssprache entwickeln. Die Kenntnis der Hakka-Sprache sollte bei der Beamtenschaft gefördert werden und die Regierung sollte ein Zentrum für die Erforschung und Entwicklung der Hakka-Sprache gründen. Hakka-Politiker aus verschiedenen politischen Parteien (DPP, KMT) begrüßten das Gesetz.
| Gebiet             | Anteil |
| ------------------ | ------ |
| Landkreis Hsinchu  | 56,0 % |
| Landkreis Miaoli   | 52,4 % |
| Landkreis Taoyuan  | 17,1 % |
| Landkreis Pingtung | 12,0 % |
| Hsinchu            | 11,1 % |
| Landkreis Hualien  | 10,8 % |
| Landkreis Taitung  | 05,4 % |
| Matsu-Inseln       | 03,9 % |
| Taichung           | 03,5 % |
| Taipeh             | 03,5 % |
| Landkreis Nantou   | 03,2 % |
| Kaohsiung          | 03,0 % |
| Neu-Taipeh         | 02,4 % |
| Kinmen             | 01,7 % |
| Landkreis Yunlin   | 01,6 % |
| Keelung            | 00,9 % |
| Landkreis Chiayi   | 00,8 % |
| Landkreis Yilan    | 00,6 % |
| Tainan             | 00,5 % |
| Landkreis Penghu   | 00,5 % |
| Chiayi             | 00,4 % |
| Landkreis Changhua | 00,3 % |

## Systematik und Linguistik
Ähnlich wie das Kantonesische erhält Hakka die ursprünglichen Verschlusslaute -p, -t, -k und bildet damit einen Kontrast zum Mandarin, welches diese verloren hat.